# 李爾·奇勒
李爾·羅拔·奇勒（英語：Lee Robert Clark，1972年10月26日—）是一名英格蘭前足球運動員，場上司職中場，出身紐卡素，曾效力新特蘭及富咸，並為英格蘭U21上陣11場，於返回母會紐卡素踢至退役後，留隊擔任教練及預備隊領隊，其後加盟哈德斯菲爾德出任領隊, 其後任教伯明翰城。

## 生平

### 球會
紐卡素
奇勒於英格蘭東北部泰恩-威爾郡的沃尔森德（Wallsend）出生，在自少擁護的本地球隊紐卡素展開足球事業，透過青訓系統晉身一隊，並在1993年成為贏得聯賽冠軍升班英超的一份子，更於升班後連續兩年取得亞軍席位。於首度效力期間為紐卡素上陣接近200場及射入23球。
新特蘭
1997年奇勒轉投紐卡素的東北宿敵新特蘭，加盟首季即協助球隊晉身升班附加賽決賽，與查爾頓踢成4-4平手完場，但於互射十二碼落敗而未能實現即時重返英超。翌季新特蘭以105分打破當時職業聯賽積分紀錄奪得甲組聯賽冠軍及升班資格，奇勒是隊中的主力球員。但在當年由紐卡素對曼聯的英格蘭足總盃決賽，奇勒被發現身穿侮辱新特蘭標語的T恤與紐卡素的球迷一同觀戰，他隨即貶離隊，從此再沒有為新特蘭上陣。
富咸
1999年奇勒轉投富咸，並於2001年再獲一面甲組聯賽冠軍獎牌，同時亦讓他自1996/97年球季以來再嘗參賽英超的滋味。2003/04年球季他協助球隊取得第9位，是富咸當時歷來在頂級聯賽的最佳成績，於同季在2003年10月富咸作客奧脫福球場，奇勒為球隊先拔頭籌，爆冷3-1擊敗曼聯。奇勒於2005年離開富咸重返母會紐卡素，於效力這支西倫敦球會期間上陣149場及射入20球。
重返紐卡素
雖然奇勒於2004/05年球季在富咸擔任隊長，他仍獲准於2005年夏季約滿後離隊，當他離隊時是富咸當時效力年資最長的球員。奇勒最終以每月續簽形式重返紐卡素，擔任球員兼教練。2005/06年球季奇勒於2-2賽和另一支東北球隊米杜士堡時射入1球。2006年5月7日主場對車路士後補上陣是奇勒參加最後的一場職業聯賽，他合共為紐卡素上陣265仗及射入28球。

### 國家隊
奇勒於1988年曾代表英格蘭學童隊在舊溫布萊球場演出帽子戲法。在效力紐卡素期間於1992年至1993年亦曾11次代表英格蘭U21上陣。

### 教練及領隊

#### 紐卡素
2006年6月1日新任紐卡素領隊罗德尔於克雷格離隊後委派奇勒擔任一隊教練和預備隊領隊，當時他仍然是球員身份。於2007年退役後他仍然留任，直到罗德尔於同年5月辭職後，奇勒亦於11月離職。

#### 諾域治
2007年11月奇勒追隨格伦·罗德尔加盟英冠球會诺里奇城，擔任助理領隊。他一直任職至2008年12月才轉投英甲球會哈德斯菲爾德出任領隊。

#### 哈德斯菲爾德
2008年11月4日當哈德斯菲爾德辭退領隊泰納特，已有傳聞「爹利犬」（The Terriers）對時任诺里奇城助理領隊的奇勒虎視眈眈。12月12日奇勒獲這支英甲球隊證實任命為領隊，簽約三年半。奇勒接手看守領隊梅菲的職務，並開始重整教練團隊，首先聘用麥達莫擔任自己的副手，再引入德里克·法扎科雷（Derek Fazackerley）擔任一隊教練，而史提夫·布歷克（Steve Black）則出任健身教練，全部均曾在紐卡素共事，奇勒於12月15日正式上任，首場執教的賽事於12月20日以2-0擊敗赫里福特聯。在他帶隊的首半季，哈德斯菲爾德以第9位結束球季，而且主場戰積特佳，只錄得兩場敗仗。
翌季奇勒帶領哈德斯菲爾德進佔聯賽榜第6位及取得升班附加賽參賽資格，亦是自罗伯托·马丁内斯在2007/08年球季以來首名同季內獲得3次「每月最佳領隊」（2009年11月、2010年2月和2010年4月）的領隊。但哈德斯菲爾德在附加賽準決賽兩回合累計0-2不敵米禾爾而被淘汰。
2010/11年球季在奇勒領導下哈德斯菲爾德成績再進一步，以第3位結束球季，再次取得附加賽參賽資格，期間更創下25場聯賽不敗的球會紀錄。附加賽準決賽兩回合累計與般尼茅夫踢成2-2平手，加時賽後3-3不分高下，終憑互射十二碼擊敗對手晉級，決賽安排在奧脫福球場舉行，哈德斯菲爾德以0-3負於彼德堡，再次與升班擦身而過。2011年7月奇勒同意與球會簽署新滾動合約。
2011/12年球季哈德斯菲爾德繼續締造歷史，將聯賽不敗戰績延伸至43場的英格蘭足球聯賽新紀錄，然而創造紀錄的背後亦是一個重擔。
2012年2月15日在主場0-1負於錫菲聯後奇勒被哈德斯菲爾德辭退，原因是球會主席迪恩·霍伊尔（Dean Hoyle）對他失去耐性，歸咎於奇勒過於注重創造紀錄，採取保守策略導致球隊瀕瀕和波，沒有將球會的利益放在首位
。

#### 伯明翰城
2012年6月26日奇勒應聘加盟英冠球會伯明翰城接替離隊的執掌帥印，並任命麥達莫擔任助理領隊，而德里克·法萨克利則為一隊教練。

## 榮譽

### 球員
紐卡素
- 英格蘭甲組聯賽冠軍：1992/93年；
- 英格蘭超級聯賽亞軍：1995/96年、1996/97年；

新特蘭
- 英格蘭甲組聯賽冠軍：1998/99年；

富咸
- 英格蘭甲組聯賽冠軍：2000/01年；

### 領隊
哈德斯菲爾德
- 英格蘭甲級聯賽
  - 附加賽準決賽：2009/10年；
  - 附加賽決賽：2010/11年；
- 英格蘭足球聯賽常規賽季最長不敗紀錄
  - 43場（跨季由2010年12月至2011年11月）[9]；

## 外部連結
- 足球数据库：李爾·奇勒的球员统计数据
- 足球資料庫：李爾·奇勒的領隊統計數據
- Lee Clark Stats centre, guardian.co.uk
- The Lee Clark Interview （页面存档备份，存于） BBC Tyne, 15 September 2006